# 名古屋市立東部医療センター守山市民病院
名古屋市立東部医療センター守山市民病院（なごやしりつとうぶいりょうせんたーもりやましみんびょういん）は、愛知県名古屋市守山区にかつて存在した市立の医療機関である。2008年（平成20年）4月1日に名古屋市立守山市民病院より改称。

## 概要
民間譲渡により、2013年（平成25年）3月31日廃止。2013年（平成25年）4月1日からは、医療法人いつき会の運営する「守山いつき病院」となった。。

## 診療科目
- 内科
- 整形外科
- 小児科
- 放射線科
- 外科
- 皮膚科
- リハビリテーション科
- 産婦人科
- 眼科
- 耳鼻咽喉科
- 泌尿器科

## 交通アクセス
- 名古屋ガイドウェイバスガイドウェイバス志段味線（ゆとりーとライン） 金屋駅、名鉄瀬戸線 守山自衛隊前駅・瓢箪山駅から徒歩で約10分。
- 名古屋市営バス「守山東」・「守山市民病院前」[3]両バス停から徒歩で約5分。